# Skillinge sjöfartsmuseum
Skillinge sjöfartsmuseum är ett svenskt sjöfartsmuseum i Skillinge.
Museet skildrar Skillinges historia som ett centrum för fiske och skutsjöfart under perioden 1830–1950. Orten växte då fram till ett välmående sjöfartssamhälle med många partrederier. Museet har fartygsmålningar och fartygsmodeller samt berättar om Skillinge också som fiskeort.
Museet ligger i Skillinges gamla skolhus från 1858 och drivs av den ideella föreningen Skillinge Sjöfartsminnesförening. Efter det att skolan fått nya lokaler 1890, var byggnaden lokal för Skillinge municipalsamhälles styrelse fram till upplösningen av municipalsamhället 1953. Museet inrättades där 1972.